# Distrito de Baja Algovia
El Distrito de Baja Algovia (en alemán: Unterallgäu, pronunciación: /ˈʊntɐˌʔalɡɔɪ̯/ⓘ) es uno de los 71 distritos (Landkreise) en que está dividido administrativamente el estado federado alemán de Baviera. El distrito (Kreis) está situado en la parte suroccidental del estado.
Limita (comenzando desde el norte y girando en el sentido de las agujas del reloj) con los distritos de Nuevo Ulm, Gunzburgo, Augsburgo, Algovia Oriental, Alta Algovia, todos ellos de Baviera, y con los distritos de Ravensburg y Biberach del estado federado (Land (singular) - Länder (plural)) de Baden-Wurtemberg.
El distrito bávaro de la ciudad libre (Kreisfreie Städte) de Memmingen, situado al oeste del distrito rural (Landkreis) de la Baja Algovia, está casi totalmente rodeado por este distrito.

## Geografía
El distrito de Baja Algovia está situado en la región histórica de Algovia, en la vertiente norte de las estribaciones de los Alpes. El río Iller forma parte del límite occidental del distrito.

## Historia
El distrito de Baja Algovia fue creado el 1 de julio de 1972, al reunirse los antiguos distritos de Mindelheim (capital del nuevo distrito unido) y Memmingen.

## Hermanamientos
El distrito de la Baja Algovia suscribió en 2001 un hermanamiento con el distrito polaco de Gostyn (powiat gostyński), situado en el voivodato de Gran Polonia (Województwo wielkopolskie).

## Heráldica
El escudo de armas del distrito de Baja Algovia (Unterallgäu) es un escudo redondeado en punta, partido y apuntado, formando tres cuarteles:
- El cuartel diestro (situado a la izquierda de quien observa el blasón) tiene la figura heráldica de una rosa en oro sobre fondo sable (negro), representando a la Abadía de Ottobeuren, que gobernó durante el Sacro Imperio Romano Germánico la parte situada más al sur del distrito.
- El cuartel siniestro (el situado a la derecha del observador) contiene una flor de lis en azur (azul) sobre fondo oro en representación de los Fugger, una familia de banqueros ennoblecidos por los emperadores del Sacro Imperio en el siglo XVI que adquirió varios estados en el distrito de Baja Algovia (Unterallgäu).
- En la pita o punta del escudo, como lugar de honor del mismo, está colocada la bandera de Baviera, formada por losanges (rombos) de azur y argén (azul y blanco), ajedrezados en banda, para simbolizar que todos los estados imperiales del distrito han pasado a formar parte de Baviera desde 1814, cuando al final de las Guerras Napoleónicas los procesos de Mediatización y Secularización concentraron el poder político de Alemania en unos pocos estados independientes.

## Ciudades y municipios
| Ciudades | Condados (Verwaltungsgemeinschaften) | Municipios | Municipios |
| --- | --- | --- | --- |
| 1. Bad Wörishofen 2. Mindelheim Ciudades-Mercado (Marktgemeinde) 1. Babenhausen 2. Bad Grönenbach 3. Dirlewang 4. Erkheim 5. Kirchheim in Schwaben 6. Legau 7. Markt Rettenbach 8. Markt Wald 9. Ottobeuren 10. Pfaffenhausen 11. Türkheim 12. Tussenhausen | 1. Babenhausen 2. Bad Grönenbach 3. Boos 4. Dirlewang 5. Erkheim 6. Kirchheim in Schwaben 7. Memmingerberg 8. Ottobeuren 9. Pfaffenhausen 10. Türkheim | 1. Amberg 2. Apfeltrach 3. Benningen 4. Böhen 5. Boos 6. Breitenbrunn 7. Buxheim 8. Egg an der Günz 9. Eppishausen 10. Ettringen 11. Fellheim 12. Hawangen 13. Heimertingen 14. Holzgünz 15. Kammlach 16. Kettershausen 17. Kirchhaslach 18. Kronburg 19. Lachen | 1. Lauben 2. Lautrach 3. Memmingerberg 4. Niederrieden 5. Oberrieden 6. Oberschönegg 7. Pleß 8. Rammingen 9. Salgen 10. Sontheim 11. Stetten 12. Trunkelsberg 13. Ungerhausen 14. Unteregg 15. Westerheim 16. Wiedergeltingen 17. Winterrieden 18. Wolfertschwenden 19. Woringen |